# Star Fox Guard
Star Fox Guard (スターフォックス ガード, Sutā Fokkusu Gādo) é um jogo eletrônico de Tower defense desenvolvido pela Nintendo Entertainment Planning & Development e PlatinumGames para a Wii U. O jogo foivai ser empacotado junto com a versão comercial de Star Fox Zero durante seu lançamento, a 22 de abril de 2016, e também estará disponível separadamente para download na Nintendo eShop.

## Desenvolvimento
Star Fox Guard foi originalmente anunciado por Shigeru Miyamoto na E3 2014, como "Project Guard". O jogo foi rebatizado oficialmente como Star Fox Guard durante uma apresentação Nintendo Direct a 03 de março de 2016.